# Васьківчики
Ва́ськівчики — село в Україні, у Антонінській селищній громаді Хмельницького району Хмельницької області. Населення становить 348 осіб.

## Географія
Селом протікає річка Тернавка.

## Історія
У 1906 році село Новосільської волості Ізяславського повіту Волинської губернії. Відстань від повітового міста 28 верст, від волості 5. Дворів 141, мешканців 812.
7 (20) листопада 1917 року, відповідно до.Третього Універсалу Української Центральної Ради, увійшло до складу Української Народної Республіки.
12 червня 2020 року, відповідно до розпорядження Кабінету Міністрів України № 727-р «Про визначення адміністративних центрів та затвердження територій територіальних громад Хмельницької області», увійшло до складу Антонінської селищної громади.
19 липня 2020 року, після ліквідації Красилівського району, село увійшло до Хмельницького району.
До 2017 року орган місцевого самоврядування — Васьківчицька сільська рада.

## Населення
Згідно з переписом УРСР 1989 року чисельність наявного населення села становила 449 осіб, з яких 200 чоловіків та 249 жінок.
За переписом населення України 2001 року в селі мешкало 338 осіб. 100 % населення вказало своєю рідною мовою українську мову.